# Атанас Пецев
Атанас Пецев Георгиев е български революционер, деец на Вътрешната македоно-одринска революционна организация.

## Биография
Атанас Пецев е роден в 1879 година в струмишкото село Съчево, тогава в Османската империя, днес в Северна Македония. Посветен е във ВМОРО в 1901 година. Служи като куриер на организацията, а по-късно става селски войвода. Участва в убийството на прочутия зулумаджия Бахтиара. С четата си в 1904 година участва в сражението, избухнало след откриването на четата на Кръстьо Новоселски в Куклиш. По-късно същата година четата му помага за вдигане на обсадата на четата на Христо Чернопеев отново в Куклиш, като четата на Чернопеев се измъква с една жертва, но Куклиш е напълно изгорено. Арестуван е от властите и малтретиран в затвора, но по липса на доказателства след месец и половина е освободен.
При избухването на Балканската война в 1912 година, четата на Пецев подпомага българските войски, като прекъсва телеграфните съобщения. Сражава се над Куклиш с едно османско отделение, което разпръсва. След Междусъюзническата война продължава да се занимава с революционна дейност. Арестуван е от властите, но е освободен по липса на доказателства и отново се заема с революциона дейност. Участва в Първата световна война.
На 23 март 1943 година, като жител на Съчево, подава молба за българска народна пенсия, която е одобрена и пенсията е отпусната от Министерския съвет на Царство България.